# Đakovo

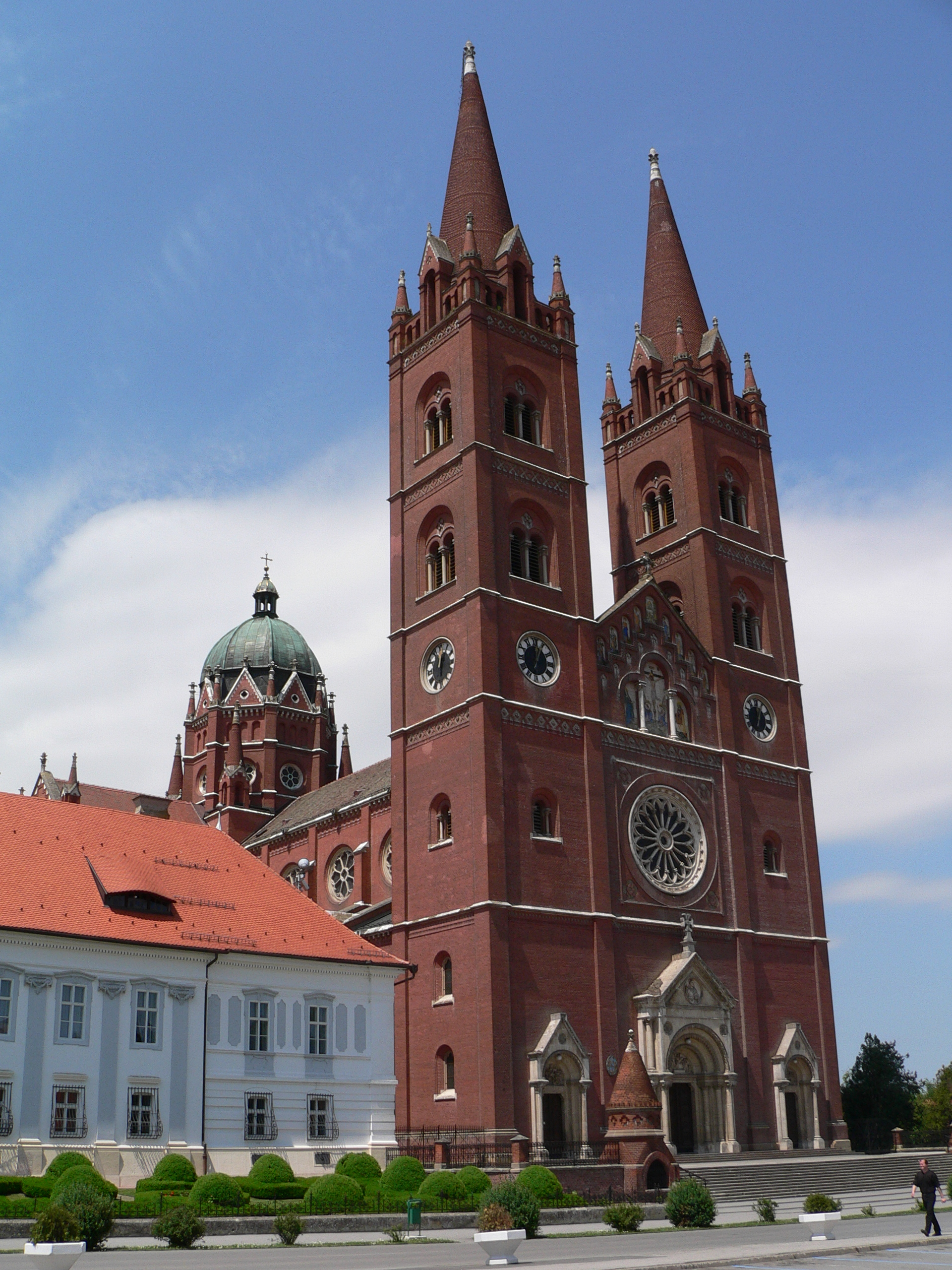
Katedra przy ulicy Piotra

Đakovo – miasto w Chorwacji, w żupanii osijecko-barańskiej. Leży w Slawonii. W 2011 roku liczyło 19 491 mieszkańców.
Przy ulicy Piotra mieści się Katedra św. Piotra – najbardziej znany punkt orientacyjny w okolicy Slawonii. Prace nad budową trwały w latach 1866–1882.